# Xã Bentley, Michigan
Xã Bentley (tiếng Anh: Bentley Township) là một xã thuộc quận Gladwin, tiểu bang Michigan, Hoa Kỳ. Năm 2010, dân số của xã này là 844 người.